# Amarant de Mali
L'amarant de Mali (Lagonosticta virata) és un ocell de la família dels estríldids (Estrildidae).

## Hàbitat i distribució
Habita praderies àrides i matolls del sud de Mali, a la llarga del curs superior del riu Níger.